# Anolis poecilopus
Espèce
Synonymes
- Norops poecilopus (Cope, 1862)

Anolis poecilopus est une espèce de sauriens de la famille des Dactyloidae.

## Répartition
Cette espèce se rencontre en Colombie et au Panama.

## Publication originale
- Cope, 1863 "1862" : Contributions to Neotropical saurology. Proceedings of the Academy of Natural Sciences of Philadelphia, vol. 14, p. 176-188 (texte intégral).